# Tove Kurtzweil
Tove Kurtzweil (født 10. september 1938 i Nykøbing Falster, død 2. august 2018 i København) var fotograf.
Hun lærte fra 1962 til 1966 fotografisk og kemisk teknik af hendes mand kemigraf og fagfotograf Nels Kurtzweil (1937 – 1977), hun var i øvrigt autodidakt.
Tove Kurtzweil var i mange år tilknyttet fotoskolen Fatamorgana, både som medlem af bestyrelsen og som underviser.
Hun blev i 2003 medlem af Kunstnersammenslutningen Kammeraterne. 

I 2008 blev hun indstillet til livsvarig ydelse fra Statens Kunstfond med følgende begrundelse:
| Citat | I en årrække har Tove Kurtzweil undervist og siddet i bestyrelsen for Fotoskolen Fatamorgana og sat et betydeligt præg på yngre generationer i dansk fotografi. Tove Kurtzweil er et levende eksempel på en kunstner, hvor liv og værk føres sammen i både social og æstetisk forstand. Derfor indstilles hun til Statens Kunstfonds livsvarige ydelse. | Citat |
|       | |       |

## Reference
1. ↑  "Begrundelser for indstilling af 4 kunstnere til at modtage livsvarig ydelse" (PDF). Arkiveret fra originalen (PDF) 26. oktober 2014. Hentet 18. juni 2008.

## Eksterne links
- Tove Kurtzweil – oversigt over udstillinger, m.m. fra Kunstnersammenslutningen Kammeraterne Arkiveret 3. juli 2007 hos  Wayback Machine